# 关于主体思想

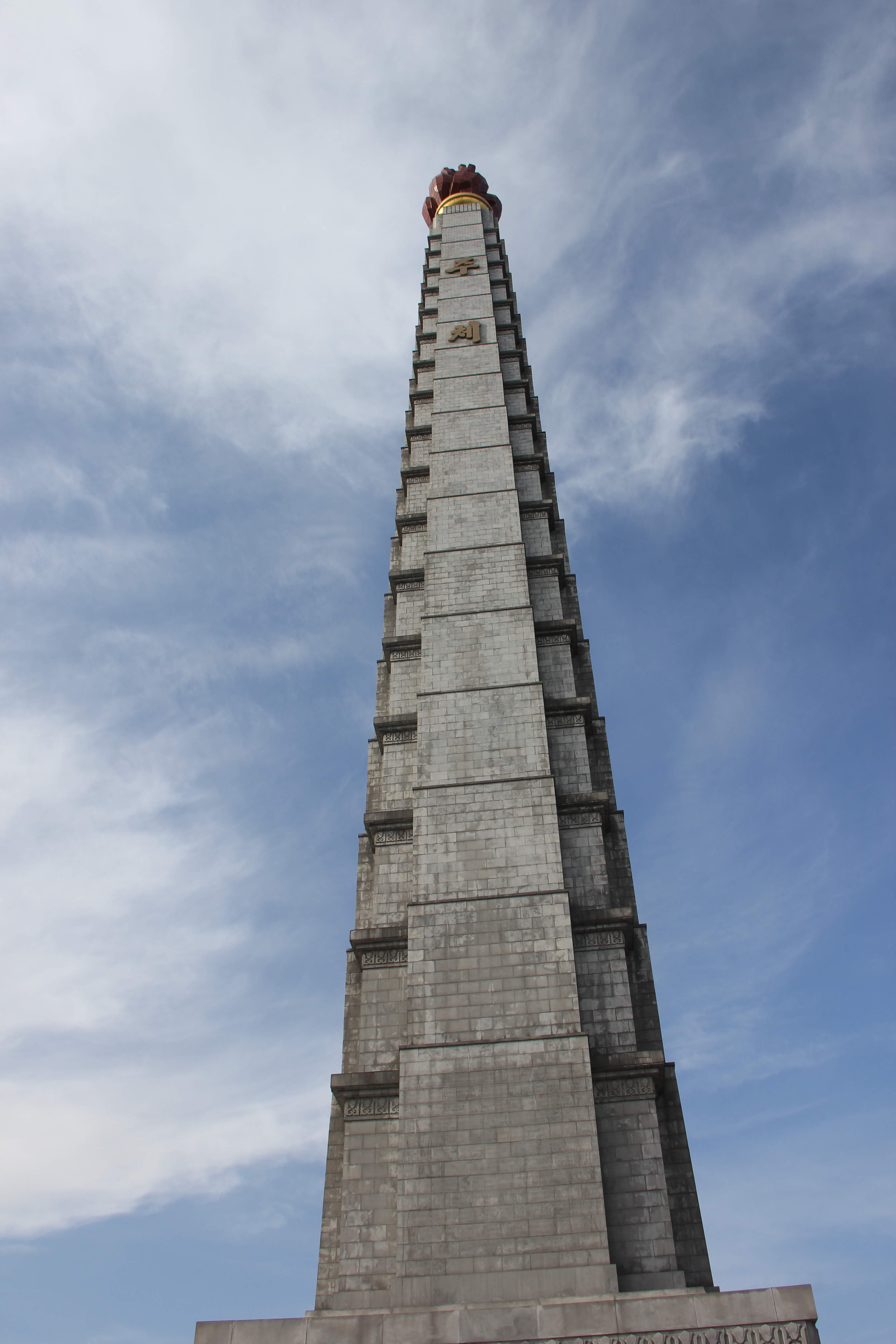
主体思想塔和《关于主体思想》都是为金日成七十大寿奉上的寿礼，金正日藉后者对金日成的主体思想作了独家诠释

《关于主体思想》是朝鲜领导人金正日关于该国意识形态主体思想的论述。它被认为是关于主体思想最权威的的著作。
这部著作可能由他人代笔，但它使金正日成为该意识形态的唯一合法解释者。该论文梳理了金正日及其父金日成的提倡主体思想。这篇论文标志着主体思想脱离马列主义中的唯物主义，并假定群众的階級意識依赖于工人阶级领袖。
在金正日看来，主体思想是由哲学原则、社会历史原则和指导原则组成的。哲学原理可以用金日成的格言来概括：“人是一切的主人，人决定一切”。社会历史原则要求劳动人民是历史的主体。指导原则是：立场独立、方法创新和思想意识优先。其中，对独立性的强调为后来先军政治的确立，铺平了道路。

## 背景
《关于主体思想》是金正日关于主体思想的主要著作之一，并被认为是最权威的主体著作及该主题的标准教科书。这篇论述是对金日成主席和金正日关于主体哲学思想的系统梳理，它对主体思想进行了最全面的阐述。尤其是金日成的思想——从1970年代开始就逐步确立的一种哲学体系。1982年，为纪念当年4月15日金日成诞辰70周年，当局于3月31日举行了全国主体思想研讨会。而平壤的主体思想塔也是为金日成献上的寿礼。
在这篇论述中，金正日将主体思想的诞生与金日成在抗日斗争中的游击战经历联系起来。《关于主体思想》使得金日成崇拜的程度进一步加深。这篇论述使金正日可以合法地继承金日成的权力，也特别强调了他的知识实力。在撰写本文时，金正日代表其父作为朝鲜的精神领袖。这部著作虽然可能由他人代笔，但署名使得金正日成为“金日成‘不朽的主体思想’的唯一真正的解释者”。

## 内容
金正日解释说，主体思想独立于马列主义，而不仅仅是对马列主义的重新诠释。在金正日看来，主体思想不仅为朝鲜革命提供了“独立和创造性”的方向，而且开创了人类历史的新纪元。 它是哲学唯心主义，与马克思主义奉行的唯物主义相对。该作品的风格被认为略有抽象之处。
与金日成的著作相比，金正日特别注重领导者的意识和观念。这两者经常联系在一起。据查尔斯·K·阿姆斯特朗称，这篇论文的主要论点是“无论物质条件如何，群众都应该毫无疑问地服从伟大领袖，只有他才能让群众意识到这一点”，并补充说“这些理论将在未来的艰难岁月中对朝鲜极为有用”，也就是这篇著作出版十年后的1990年代——在这个年代，金日成逝世、朝鲜发生了大饥荒。
在《关于主体思想》中，金正日将主体分为三个部分：哲学原理、社会历史原理以及主体思想的指导原理。

### 哲学原理
哲学原理表明主体思想是一种以人为本的哲学。人有独立性，创造性和意识性 ，将人置于世界的中心。金日成在1972年接受日本记者采访时提出的格言描述了这一点：“人是一切的主人，并决定一切。” 人改变世界并体现他们的自主性或独立自主。尽管主体思想本身可以说具有准宗教的成分，但金正日以人为中心，否认一切超自然现象的存在。

### 社会历史原理
主体思想的社会历史原则可以概括为“劳动人民是历史的主体”。人类历史是群众实现独立和捍卫独立的斗争。人类的社会历史使命是改造自然和社会。金正日背离马列主义，因为他的论点主要是让人反对自然，而不是无产阶级反对资产阶级。

### 指导原理
主体思想的三个指导原则：
1. 立场独立是思想上的主体思想化——自主、自立、自卫[16]。其中“自主”的这四个方面就包含在金日成1965年在印度尼西亚发表的讲话《论朝鲜民主主义人民共和国的社会主义建设和南朝鲜革命》中[14]。《关于主体思想》虽然提到经济，但并非优先事项。 “发展”和“增长”等词多用于指代意识形态，而非经济[18]。然而，金正日指出，建立在“自力更生不等于孤立地建立经济”的经济体确实暗示了有限的经济改革。而朝鲜也确实在该著作出版的翌年（1984年）通过了合资企业法[12]。
2. 创造性的方法——依靠群众的创造性来解决革命建设中出现的一切问题[16]。
3. 把思想意识放在一切工作之上[16]。

## 后世影响
此后，《关于主体思想》一直被用作金正日确立先军政治地位的论据。其理由可以在金正日“提升”的主体指导原则之一的一个方面找到：在自卫中自力更生。1982年10月，金正日发表《朝鲜劳动党是继承了光荣的打倒帝国主义同盟传统的主体型革命政党》，更多地关注金日成的游击活动。

## 延伸阅读
- Kim Jong-il. . Pyongyang: Foreign Languages Publishing House. 1985. OCLC 12433317 – contains the full text and other works
- —. . Pyongyang: Foreign Languages Publishing House. 2002. OCLC 489459767 – contains the full text and other works
- Yi Song-jun. . Pyongyang: Foreign Languages Publishing House. 1986. OCLC 18991464 – a companion book
- . Pyongyang: Foreign Languages Publishing House. 1983. OCLC 10602379 – a companion book